# طارق بشير
طارق بشير شيما (بالأردوية: چوہدری طارق بشیر چیمہ)‏ هو سياسي باكستاني يشغل حاليًا منصب وزير الإسكان والأشغا لاتحادي فنذ 6 سبتمبر 2018. وهو عضو في المجلس الوطني الباكستاني منذ أغسطس 2018. شغل منصب الوزير الاتحادي للولايات والمناطق الحدودية من 20 أغسطس 2018 إلى 6 سبتمبر 2018.
كما كان عضوًا في المجلس الوطني الباكستاني من يونيو 2013 إلى مايو 2018، وعضو في مجلس مقاطعة البنجاب الإقليمي من 1993 إلى 1997.